# Derrick Cooper
Derrick Cooper (Warrington, 5 mei 1955)  is een golfprofessional uit Engeland. Hij speelde op de Europese PGA Tour vanaf 1979 en speelt sinds 2005 op de Europese Senior Tour.
Cooper werd in 1972 professional. In 1974 haalde hij zijn examen om les te mogen geven. Hij had ook een broodjeszaak met de naam 'Coop’s Crusty Cobs'. Vanaf 1984 speelde hij goed genoeg om zestien jaar lang zijn spelerskaart te behouden, hoewel hij slechts één toernooi won. Zijn beste resultaat was een 19de plaats op de Europese Order of Merit. Hij speelde vier rondes in het Brits Open in 1980, 1986, 1987, 1989, 1990, 1995 en 1999 met als beste resultaat een 19de plaats in 1989.
In 1996 kwam Cooper in het bestuur van de Europese Tour en werd enthousiast motorrijder. In 1998 had hij een ongeluk waarbij hij enkele ribben brak en bewusteloos raakte. Toch speelde hij tien dagen later in de King Hassan Trofee. 
In 2000 werd Cooper toernooidirecteur van de Europese Tour. Toen hij in 2005 vijftig jaar werd begon hij op de Europese Senior Tour te spelen. Hij speelde het Ryder Cup Wales Seniors Open en The Senior British Open Championship, waar hij voor de derde ronde een score binnenbracht van 64. Hij is nu toernooidirecteur op de Senior Tour.

## Gewonnen
Europese Tour
- 1988: Cepsa Madrid Open

Anders
- 1984: PGA Fourball Championship (met Denis Durnian, tied met Philip Posnett & Peter Hanna)